# Muscle and Fitness
Muscle & Fitness — американський журнал про фітнес та бодибілдинг, заснований відомим діячем культуризму Джо Уайдером. Публікується компанією American Media.

## Про журнал
Журнал «Muscle & Fitness» партнери з журналом «Flex» (який охоплює більш спеціалізовані «хардкорні» і професійні теми бодибілдингу). Середньомісячні продажі видання на території США і Канади в другому півріччі 2012 року, за даними незалежної оцінки Alliance for Audited Media становили понад 310 тисяч примірників.
Журнал «Muscle & Fitness» пропонує безліч вправ і порад про харчування, і в той же час рекламує різні профільні харчові додатки, зокрема таких компаній, як BSN. Крім цього, видання щомісяця друкує матеріали як про професійних бодибілдерів, зокрема: Ронні Коулмен, Густаво Бадель, Дерріл Чарльза, так і про акторів, культуристів, спортсменів і спортивних діячів, включаючи Арнольда Шварценеггера, засновника видання Джо Уайдера, Себастьяна Сигела, 50 Cent, Евандера Холіфілда, Дуейна Джонсона, Жана-Клода Ван Дамма, Емільяно де Фалько та інших.
У 2009-2010 роках журнал приділяв багато уваги борцям і бійцям ММА, розміщував статті про суперзірок WWE — Джона Сіни, колишніх суперзірок WWE — Стіва Остін і Джона Моррісона і бійців UFC — Тодде Даффі і Нейт Марквардта.
Крім основного видання, існує його партнерська версія «Muscle and Fitness Hers» («М'язи і фітнес для неї»), орієнтований на жінок (середньомісячні продажі за вищевказаний період понад 86 тис. примірників).

## Історія
В 17 років Джозеф Уайдер видав перший номер журналу «Your Physique», у якому розповів про методи своїх тренувань і правильному нарощуванні м'язової маси. Згодом журнал був перейменований в «Muscle Builder», а потім — в «Muscle & Fitness».
Видавництво «Weider Publications», яке заснував Джо в 1981 році, яке випускало журнал «Muscle & Fitness», до того як наприкінці 1990-х років компанія «American Media» придбала права на видавництво.
З 1940 року Джо пропагує тезу: «Фізкультурна революція здійсниться не в спортивних залах, а в людському розумі! Суспільство не захоче миритися з фізичною неповноцінністю. Оскільки очевидною стане зв'язок між слабкими м'язами, слабким характером і слабким інтелектом. Сильне тіло — це не естетична примха, а єдиний спосіб вистояти в наш час глобальних стресів: соціальних, інформаційних, екологічних і психічних … „Качаючи“ залізо, ви робите більш сильним не тільки м'язи, але й характер. Ви привчаєте себе ставити мету і досягати її, тому ви доб'єтеся успіху скрізь, чим би не займалися — бізнесом, творчістю або наукою!»
З журналами «Flex» і «Muscle & Fitness» протягом десятиліть пов'язаний культурист, актор і громадський діяч Арнольд Шварценеггер, який працював у них як модель, колумніст, а згодом і редактор. Робота Шварценеггера в журналах перервалася в 2003 році у зв'язку з обранням губернатором штату Каліфорнія, однак після відходу у відставку з державного поста в 2011 році, на початку березня 2013 на спортивному фестивалі «Арнольд Класік» він оголосив про своє повернення до пропагування культуризму та обов'язкам головного редактора (executive editor) обох журналів.